# Choắt mỏ thẳng đuôi vằn

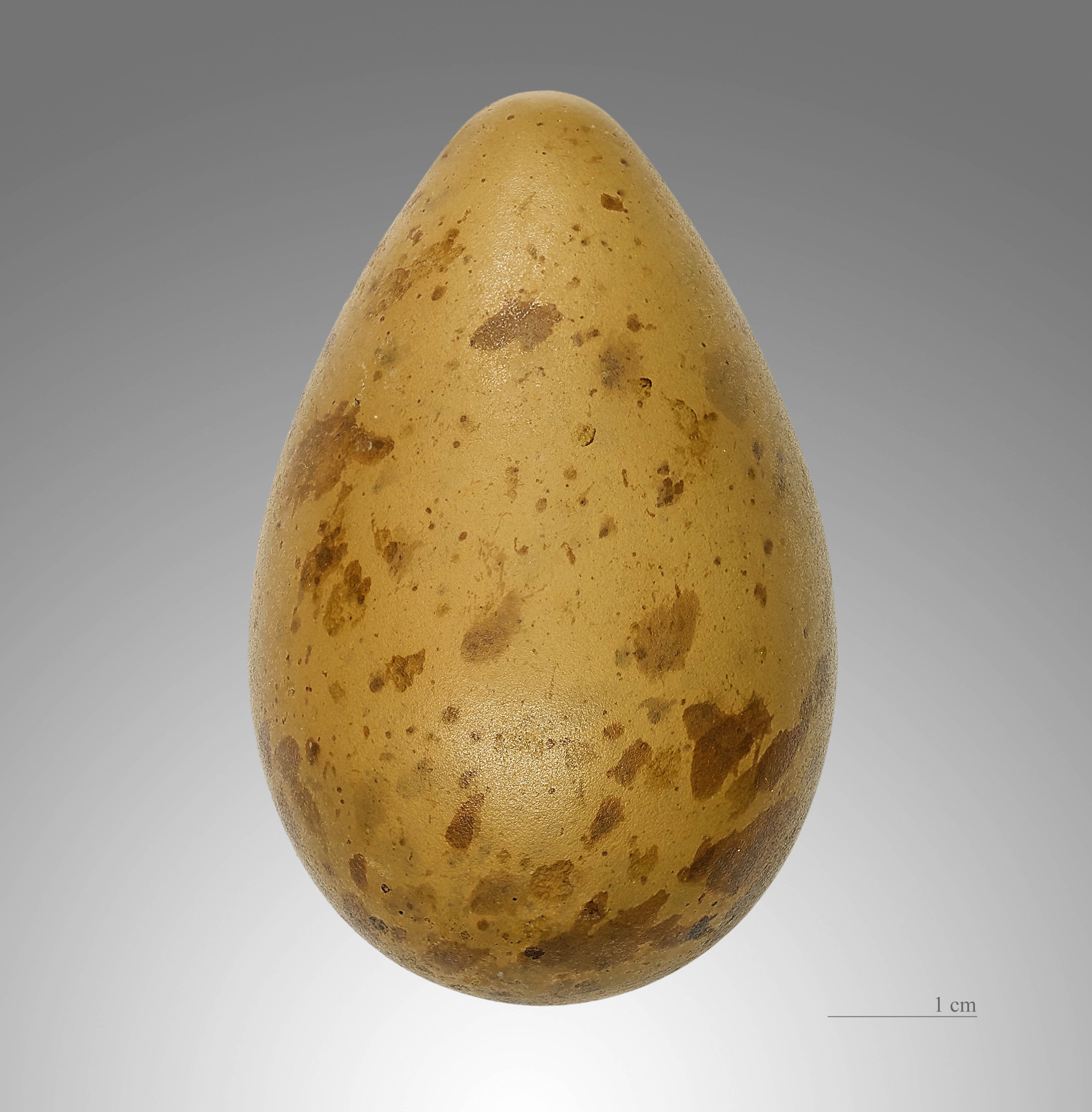
Trứng của choắt mỏ thẳng đuôi vằn

Choắt mỏ thẳng đuôi vằn (danh pháp hai phần: Limosa lapponica) là một loài chim trong họ Scolopacidae.
Loài chim này sinh sản trên bờ biển Bắc Cực và vùng lãnh nguyên từ Scandinavia đến Alaska, chủ yếu trong Cựu thế giới và trú đông trên bờ biển ở các vùng ôn đới và nhiệt đới của Cựu thế giới, Australia và New Zealand. Chuyến di cư của loài này là chuyến bay không ngừng dài nhất trong các loài chim, và cũng là chuyến đi không dừng lại săn mồi dài nhất trong các động vật.
Chuyến di cư của phân loài Limosa lapponica baueri băng qua Thái Bình Dương từ Alaska đến New Zealand là chuyến bay thẳng dài nhất được biết đến của bất kỳ loài chim nào, và cũng là hành trình dài nhất không dừng lại để kiếm ăn của bất kỳ loài động vật nào. Quá trình di cư khứ hồi cho phân loài này đã kết thúc với chiều dài 29.000 km (18.020 mi).

## Mô tả
Chiều dài mỏ đến đến đuôi là 37–41 cm, với sải cánh dài 70–80 cm. Chim trống trung bình nhỏ hơn chim mái nhưng có nhiều chồng chéo; chim trống cân nặng 190-400 g, trong khi chim mái nặng 260-630 g; cũng có một số thay đổi trong khu vực có kích thước (xem phân loài, dưới đây). Chim trưởng thành có chân màu xám xanh và mỏ tối màu rất dài hơi cong lên, và màu hồng ở mũi. Cổ, ngực và bụng màu đỏ gạch trong bộ lông mùa sinh sản, chuyển sàn màu trắng vào mùa đông. Mặt sau là đốm màu xám.